# Polyp (Nesseltiere)

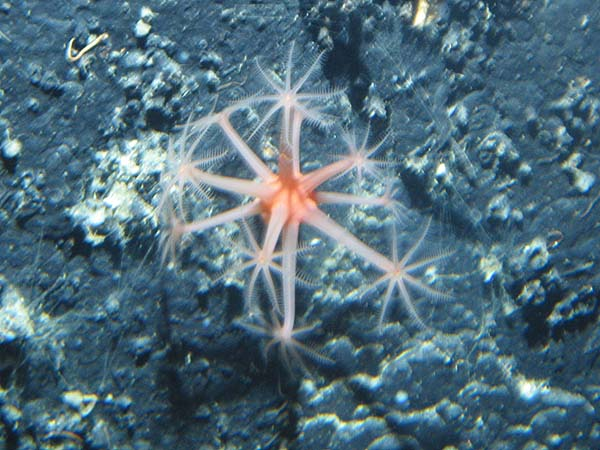
Junge Weichkorallenkolonie mit noch wenigen Polypen

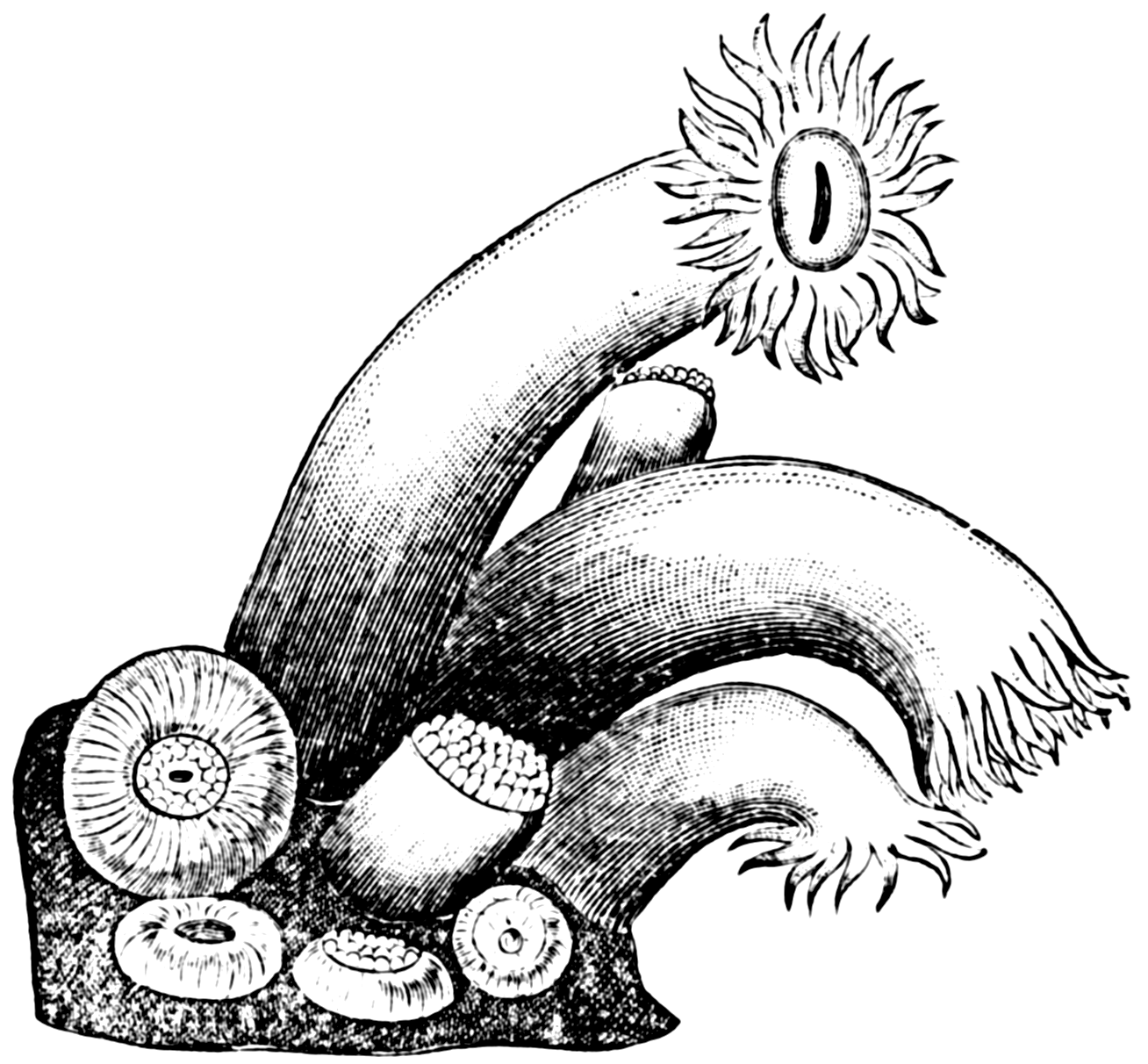
Polypen

Der Polyp (altgriechisch πολύπους ‚Vielfüßer‘) ist eines der Stadien in der Individualentwicklung der Nesseltiere (Cnidaria). 
Polypen zeigen die typische Morphologie der Nesseltiere. Der sehr einfach gebaute Körper besteht aus einem hohlen Zylinder, der oben in einer zentralen Mundöffnung endet, welche von nach oben weisenden Tentakeln umgeben ist. Häufig sind Polypen sessil und ihre Basis, die Basal- oder Fußscheibe, ist fest an einer harten Oberfläche angeheftet. Einige hemisessile Arten können sich jedoch sehr langsam fortbewegen.
Bei den Blumentieren ist der Polyp der einzige Formentyp. Bei den Schirmquallen und vielen Hydrozoen hingegen ist er im Verlauf des Generationswechsels nach dem Planulalarvenstadium der sessile Formentyp (Scyphopolyp), aus dem sich durch Strobilation (Querabschnürung) das frei schwimmende Medusen- bzw. Quallenstadium entwickelt.
Kolonien bildende Nesseltiere wie Stein- und Weichkorallen bestehen aus vielen tausenden an der Basis zusammengewachsenen Einzelpolypen, die sich vegetativ durch kontinuierliche Knospung vermehren. Polypenkolonien können komplexe Organismen bilden, wie die Portugiesische Galeere, eine an der Meeresoberfläche treibende Staatsqualle.

Anatomie eines Korallenpolypen

Polypen besitzen eine außergewöhnliche Regenerationsfähigkeit, so entwickeln sich etwa aus einem in der Mitte durchtrennten Exemplar zwei vollständige Individuen (Klone). Die Regenerationsfähigkeit ist für die medizinische Forschung von Interesse. Unter diesem Aspekt spielen Polypen bereits im 18. Jahrhundert, z. B. bei Johann Friedrich Blumenbach, eine Rolle.